# Uwe Rosemann

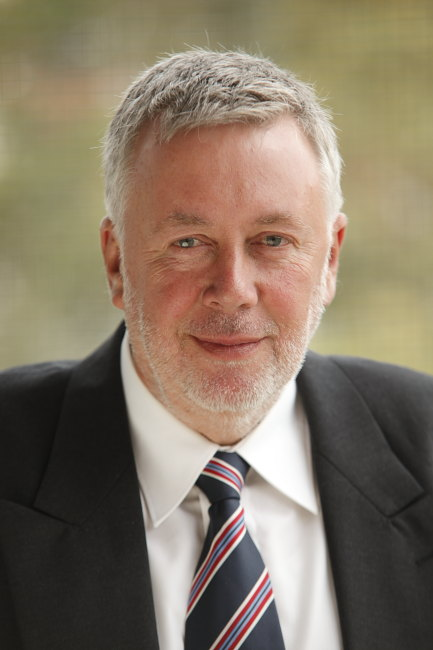
Uwe Rosemann

Uwe Rosemann (* 7. Februar 1953 in Halle (Westf.)) ist ein deutscher Bibliothekar. Von 1998 bis 2016 war er Direktor der Technischen Informationsbibliothek (TIB) in Hannover.

## Leben
Uwe Rosemann legte das Abitur im Frühjahr 1971 am Kreisgymnasium in Halle/W. ab. Von Herbst 1971 bis 1977 studierte er Mathematik mit dem Nebenfach Soziologie an der Universität Bielefeld mit dem Abschluss Diplom. Nach einer kurzen Tätigkeit als wissenschaftlicher Mitarbeiter machte er von April 1978 bis März 1980 die Ausbildung zum wissenschaftlichen Bibliothekar. Seine berufliche Laufbahn begann Rosemann 1980 als Fachreferent für Mathematik und Informatik an der Universitätsbibliothek Bielefeld. 1990 wurde er dort Dezernent für Bibliotheksbenutzung und Bibliothekstechnik. Im Jahre 1993 wechselte Rosemann als Stellvertretender Direktor zur damaligen Universitätsbibliothek Hannover und Technischen Informationsbibliothek. Von 1998 bis zum Eintritt in den Ruhestand 2016 war er deren Direktor.
Rosemann ist Mitherausgeber der Zeitschrift für Bibliothekswesen und Bibliographie.

## Publikationen (Auswahl)
- U. Rosemann, J. Brase, I. Sens: Kommentar aus Bibliothekssicht. (zum Artikel Forschungsdateninfrastrukturen in den Bio- und Geowissenschaften). In: Zeitschrift für Bibliothekswesen und Bibliographie. Band 3/4, 2011, S. 172–176. (digizeitschriften.de)
- U. Rosemann, M. Brammer: Development of document delivery by libraries in Germany since 2003. In: Interlending & Document Supply.  Band 38, Nr. 1, 2010, S. 26–30, doi:10.1108/02641611011025334
- M. Brammer, U. Rosemann, I. Sens: Neues Urheberrecht und seine Konsequenzen für die Dokumentlieferdienste der Technischen Informationsbibliothek. In: Zeitschrift für Bibliothekswesen und Bibliographie.  Band 55, Nr. 5, 2008, S. 251–256. (docplayer.org)
- U. Rosemann: Die Kooperation der deutschen Zentralen Fachbibliotheken. In: E. Hutzler, A. Schröder, G. Schweikl (Hrsg.): Bibliotheken gestalten Zukunft – Kooperative Wege zur digitalen Bibliothek. Göttingen 2008, S. 39–53. (univerlag.uni-goettingen.de)